# Centre d'études d'histoire de la défense
Le Centre d'études d'histoire de la défense (CEHD) est un centre de recherche du ministère de la Défense entre 1995 et 2009, qui a été absorbé par l'Institut de recherche stratégique de l'École militaire (IRSEM) à la création de ce dernier. 

## Histoire
Au carrefour entre le monde de la défense et celui de l'université, il organisait diverses manifestations scientifiques destinées à faire se rencontrer universitaires, militaires, chercheurs et étudiants, français et étrangers, autour de thèmes transversaux relevant de l'histoire de la défense.
Par ailleurs, il contribuait à aider la recherche en attribuant chaque année des allocations à de jeunes chercheurs en doctorat et en master. Il décernait chaque année un prix d'histoire militaire traditionnellement remis par le ministre de la défense.

## Mission
Créé par le ministère de la défense en novembre 1994, le centre d'études d'histoire de la Défense a reçu pour mission de servir d'interface entre les mondes de la défense et de l'université.
Le CEHD est placé sous l'autorité du directeur de la mémoire, du patrimoine et des archives.
Il promeut et encourage la recherche dans le domaine de l'histoire sous tous ses aspects et pour toutes les périodes.
Il assure le secrétariat permanent du conseil scientifique de la recherche historique de la défense.
Le directeur est un professeur des universités.

## Membres
Créé en 1995 et placé sous la direction de Maurice Vaïsse, le Centre d'études d'histoire de la défense a depuis vu s’étoffer ses activités et son équipe. Au moment de sa disparition, celle-ci était composée comme suit :
Jean-Christophe Romer :
- Professeur des universités
- Directeur du CEHD

Danielle Simon :
- Secrétaire générale du CEHD

Quatre chargés de recherches
- Claude d’Abzac-Epezy, agrégée de l’université et docteur en histoire, elle est chargée de recherches au CEHD depuis 2002. Elle était auparavant chercheuse au Service historique de la Défense département air et au centre d'études en sciences sociales de la défense. Ses domaines de spécialisation sont : l'histoire de l’aéronautique, les armées françaises pendant la Seconde Guerre mondiale et au moment du retour à la paix, l’épuration, la pensée stratégique française des années 1930-1950. Elle enseigne également les relations internationales à l’IEP de Paris, anime au CEHD la commission d’histoire socio-culturelle des armées, et a coorganisé plusieurs colloques internationaux.

- Laurent Henninger, est responsable de la commission spécialisée « Nouvelle histoire bataille », et de l’organisation des journées d’étude annuelles « Histoire militaire et sciences humaines ». Il coanime le séminaire de mastère « Guerre et société à l’époque moderne » à l’université Paris I, et un séminaire sur les « Révolutions technico-militaires » à l’EHESS, dans le cadre du CIRPES. Il s’intéresse plus particulièrement à la problématique de l’émergence de la modernité guerrière, du XVe siècle à nos jours, dans le cadre du débat historiographique sur la « révolution militaire », ainsi qu’à la question de l’émergence et du développement du concept d’« art opératif ».

- Pierre Journoud, doctorant en histoire à l’université Paris I Panthéon-Sorbonne, coauteur d’un ouvrage de témoignages sur la bataille de Ðiện Biên Phủ (Tallandier, 2004), il travaille sur les aspects politico-stratégiques des guerres d’Indochine. Il est notamment chargé, au CEHD, de l’organisation des journées d’études sur l’histoire du renseignement.

- Thierry Widemann, doctorant en histoire, auteur, avec Pascal Reysset d’un Que sais-je ? sur la pensée stratégique, il a collaboré au Dictionnaire de stratégie paru aux PUF en 2000 ainsi qu'au Dictionnaire de la pensée stratégique de François Géré (Larousse, 2000). Il anime un séminaire de stratégie théorique dans le cadre de l'Institut français d'analyse stratégique. Son principal axe de recherche concerne la stratégie et la représentation de la guerre au XVIIIe siècle.

Un attaché
Chargé des publications
- contact avec les contributeurs à l’activité du centre, avec les éditeurs, participation à la collation de l’information, gestion * diffusion des stocks (livres, cahiers, lettres Défense et histoire) aux destinataires.

Un chargé de communication
Jean-Marc Klein
- chargé du suivi des manifestations du CEHD et mise à jour des sites Internet et intranet du ministère.

Un secrétaire administratif
Hélène Touya
- chargée des affaires financières
- suivi des dossiers d'allocations de recherche, et du Prix d'histoire militaire

Un webmestre
Sindy Roul 
- chargée du site Internet
- chargé des inscriptions pour la Lettre du CEHD Défense et histoire et de la base de données Minerve

Deux secrétaires
- Nelly Zennaro
- Guerda Cetoute

## Structure et activités
Pour atteindre ses objectifs, le CEHD a mis en place des commissions spécialisées, des colloques, des séminaires, des tables rondes et un cycle annuel de conférence.
Des commissions spécialisées destinées à faire se rencontrer universitaires, militaires, chercheurs et étudiants, français et étrangers, autour de thèmes transversaux relevant de l’histoire de la Défense ;
Des colloques, des séminaires et des tables rondes ;
Un cycle annuel de conférences sur un thème de réflexion :
- 2008-2009 : Les occupations militaires, 2000 ans d’histoire ;
- 2007-2008 : Qui conduit la guerre ? Direction politique et commandement militaire ;
- 2006-2007 : L’image de l’ennemi ;
- 2005-2006 : Femme guerrière, femme soldat ;
- 2004-2005 : Les civils dans la guerre ;
- 2003-2004 : Exportation armée des idées et des systèmes ;
- 2002-2003 : Les textes fondateurs de l’ordre européen ;
- 2001-2002 : Marches et confins d’empires ;
- 2000-2001 : Armée et maintien de l’ordre ;
- 1999-2000 : Penser la paix ;
- 1998-1999 : De la guerre à la paix ;
- 1997-1998 : La guerre et la ville à travers les âges ;
- 1996-1997 : Armées professionnelles et citoyennes : une perspective historique.

Le CEHD participe au soutien à la recherche :
- en accordant des allocations ;
- en se faisant l’intermédiaire auprès des organismes de recherche scientifique.

Le CEHD accorde des récompenses, décernant chaque année le Prix d’histoire militaire à un mémoire de Master de recherche et à une thèse de doctorat. Ce prix est traditionnellement remis par le ministre de la défense